# Euclea (djur)
Euclea är ett släkte av fjärilar. Euclea ingår i familjen snigelspinnare.

## Dottertaxa tillEuclea, i alfabetisk ordning[1]
- Euclea aemilia
- Euclea aethes
- Euclea agchiatropha
- Euclea baranda
- Euclea bidiscalis
- Euclea bifida
- Euclea brillantina
- Euclea brunnea
- Euclea buscki
- Euclea byrne
- Euclea cassida
- Euclea chiriquensis
- Euclea cipior
- Euclea cippus
- Euclea colle
- Euclea copac
- Euclea costilinea
- Euclea cuspostriga
- Euclea delphinii
- Euclea determinata
- Euclea dicolon
- Euclea discolor
- Euclea distrahens
- Euclea diversa
- Euclea divisa
- Euclea dolliana
- Euclea dolosa
- Euclea doriens
- Euclea elliotii
- Euclea excisa
- Euclea ferruginea
- Euclea flava
- Euclea fuscipars
- Euclea hoboa
- Euclea immundaria
- Euclea incisa
- Euclea interjecta
- Euclea jelyce
- Euclea lamora
- Euclea mira
- Euclea monitor
- Euclea nana
- Euclea nanina
- Euclea norba
- Euclea paenulata
- Euclea pallicolor
- Euclea permodesta
- Euclea peroloides
- Euclea perplexa
- Euclea plugma
- Euclea poasica
- Euclea querceti
- Euclea quercicola
- Euclea retroversa
- Euclea rufa
- Euclea signata
- Euclea spadicis
- Euclea strigata
- Euclea tardigrada
- Euclea trichathdota
- Euclea vericrux
- Euclea viridiclava
- Euclea zygia